# King of the Ring (1997)
O King of the Ring (1997) foi o quinto pay-per-view (PPV) anual do torneio King of the Ring produzido pela World Wrestling Federation (WWF, agora WWE), apresentando a 11ª edição do torneio. O evento aconteceu em 8 de junho de 1997, no Providence Civic Center, em Providence, Rhode Island.
O evento principal foi uma luta entre The Undertaker e Faarooq pelo WWF Championship. O card secundário incluiu o torneio King of the Ring de 1997, vencido por Hunter Hearst Helmsley. Outras lutas do card secundário incluíram Shawn Michaels contra Stone Cold Steve Austin, The Hart Foundation (Owen Hart, The British Bulldog e Jim Neidhart) contra Sycho Sid e The Legion of Doom em uma luta de trios, e Goldust contra Crush.

## Produção

### Conceito
O King of the Ring era um evento pay-per-view (PPV) realizado anualmente em junho pela World Wrestling Federation (WWF, agora WWE) desde 1993. O PPV apresentava o torneio King of the Ring, um torneio de eliminação simples que foi criado em 1985 e realizado anualmente até 1991, com exceção de 1990; esses torneios iniciais aconteciam como house shows especiais não televisionados. O vencedor do torneio era coroado como "King of the Ring". Diferente dos eventos não televisionados, o PPV não incluía todas as lutas do torneio. Em vez disso, várias lutas qualificatórias ocorriam antes do evento, com as lutas finais acontecendo durante o pay-per-view. Também havia outras lutas no evento, já que se tratava de um PPV tradicional de três horas de duração. Considerado um dos "Big Five" PPVs da WWF — junto com Royal Rumble, WrestleMania, SummerSlam e Survivor Series — os cinco maiores shows da empresa no ano, o evento de 1997 foi o quinto King of the Ring transmitido via PPV e o 11º torneio no total. Ele foi realizado em 8 de junho de 1997, no Providence Civic Center, em Providence, Rhode Island.

### Rivalidades
O King of The Ring (1997) consistiu em lutas de wrestling profissional envolvendo lutadores que faziam parte de rivalidades e histórias previamente estabelecidas, desenvolvidas no Monday Night Raw — principal programa televisivo da WWF. Os lutadores assumiam os papéis de heróis ou vilões enquanto seguiam uma sequência de acontecimentos que aumentavam a tensão, culminando em uma luta ou série de lutas no evento.
O evento pay-per-view incluiu o tradicional torneio anual King of the Ring em formato de eliminação simples. O torneio começou no episódio de 12 de maio de 1997 do Raw is War, com Ahmed Johnson derrotando Hunter Hearst Helmsley na primeira luta das quartas de final por desqualificação. No episódio de 19 de maio do Raw is War, Helmsley conseguiu uma nova vaga no torneio, alegando que não havia recebido instruções adequadas antes de sua luta contra Johnson e, por isso, ameaçou processar a WWF. Ele substituiu Vader, que estava originalmente programado para enfrentar Crush, mas havia se lesionado em uma luta No Holds Barred contra Ken Shamrock no In Your House 15: A Cold Day in Hell. Helmsley derrotou Crush e avançou para as semifinais. No episódio de 26 de maio do Raw is War, Jerry Lawler derrotou Goldust na terceira luta das quartas de final. A última luta das quartas de final ocorreu no episódio de 2 de junho do Raw is War, com Mankind derrotando Savio Vega.
A rivalidade predominante antes do evento era entre The Undertaker e Faarooq pelo WWF Championship de Undertaker. No episódio de 12 de maio do Raw is War, The Undertaker quase havia derrotado Savio Vega, companheiro de Faarooq na Nation of Domination, em uma luta sem o título em jogo, até que Faarooq interferiu e atacou The Undertaker. No episódio de 31 de maio do Shotgun, Faarooq, Crush e Vega derrotaram The Undertaker, Mankind e Vader em uma luta de trios. Isso acabou levando a uma luta pelo título entre Undertaker e Faarooq no King of the Ring. Durante esse período, The Undertaker estava novamente sob a gerência de Paul Bearer, apesar de sua relutância. Bearer, que havia traído Undertaker anteriormente, usava um segredo oculto para manipulá-lo e forçá-lo a obedecer suas ordens.
Outra rivalidade predominante antes do evento era entre Stone Cold Steve Austin e Shawn Michaels. No episódio de 26 de maio do Raw is War, Austin e Michaels derrotaram Owen Hart e British Bulldog para conquistar o WWF Tag Team Championship. No entanto, após a conquista dos títulos, Austin foi atacar Bret Hart, enquanto Michaels foi atacado pelo restante da Hart Foundation, o que gerou tensão entre os novos campeões. No episódio de 2 de junho do Raw is War, Austin e Michaels começaram a brigar entre si durante uma defesa de título contra a Legion of Doom (Hawk e Animal). Isso levou a uma luta entre Austin e Michaels no King of the Ring para determinar o capitão da equipe.

## Evento
| Função                    | Nome:           |
| ------------------------- | --------------- |
| Comentaristas em inglês   | Vince McMahon   |
| Comentaristas em inglês   | Jim Ross        |
| Comentaristas em espanhol | Carlos Cabrera  |
| Comentaristas em espanhol | Hugo Savinovich |
| Comentaristas em francês  | Ray Rougeau     |
| Comentaristas em francês  | Jean Brassard   |
| Entrevistador             | Todd Pettengill |
| Entrevistador             | Dok Hendrix     |
| Anunciador de ringue      | Howard Finkel   |
| Árbitros                  | Tim White       |
| Árbitros                  | Jack Doan       |
| Árbitros                  | Earl Hebner     |
| Árbitros                  | Mike Chioda     |

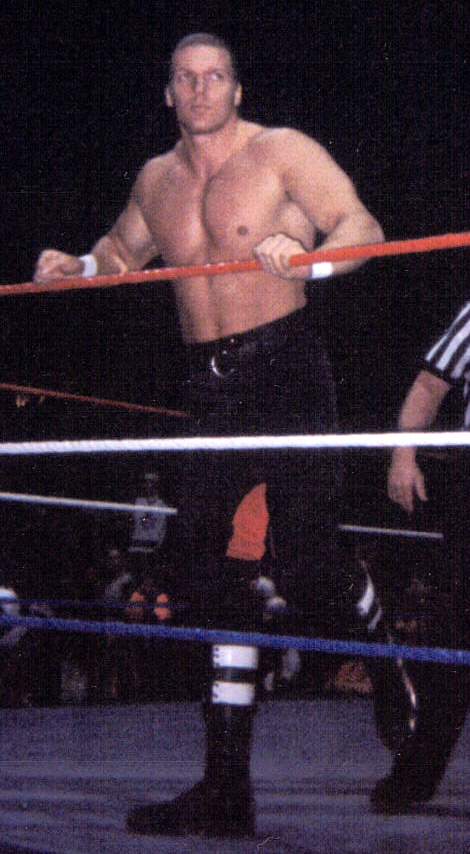
Hunter Hearst Helmsley vencedor do torneio King of the Ring de 1997.

Antes do evento ir ao ar ao vivo em pay-per-view, os Headbangers (Mosh e Thrasher) enfrentaram Bart Gunn e Jesse James no Free For All. Os Headbangers aplicaram um Powerbomb Diving Leg Drop Combo em Gunn, chamado de Stage Dive, e fizeram o pinfall para vencer a luta.

### Lutas preliminares
Quando o evento começou, a rodada semifinal do torneio King of the Ring teve início com Hunter Hearst Helmsley enfrentando Ahmed Johnson. Johnson dominou a maior parte da luta e quase saiu vitorioso até que a guarda-costas de Helmsley, Chyna, subiu no apron e o distraiu. Helmsley aproveitou a oportunidade e aplicou um Pedigree em Johnson para conquistar a vitória.
Na outra luta semifinal, Mankind enfrentou Jerry Lawler. A luta ocorreu fora do ringue em diversas ocasiões. Lawler tentou encerrar a luta aplicando um Piledriver em Mankind. No entanto, Mankind reverteu o golpe em um Mandible Claw, forçando Lawler a se submeter à finalização.
A terceira luta foi entre Goldust e Crush. Durante a luta, o parceiro de equipe de Crush, D'Lo Brown, tentou interferir a seu favor atacando Goldust, mas foi impedido. Goldust acertou Crush com um DDT e o prendeu para a vitória.
Em seguida, houve uma luta de trios entre a Hart Foundation (Owen Hart, The British Bulldog e Jim Neidhart) contra Sycho Sid e a Legion of Doom (Hawk e Animal). Sid tentou encerrar a luta com um Powerbomb em Bulldog. No entanto, Owen Hart, que era o homem legal no combate, aproveitou a distração e prendeu Sid com um Sunset Flip para conquistar a vitória.

### Lutas principais
A quinta luta foi a final do torneio King of the Ring de 1997 entre Mankind e Hunter Hearst Helmsley. Mankind dominou a maior parte da luta, mas a interferência de Chyna impediu sua vitória. Helmsley aplicou um Pedigree em Mankind sobre a mesa de transmissão do lado de fora do ringue. Quando Mankind tentava voltar ao ringue, Chyna o acertou com força usando o cetro. Helmsley jogou Mankind de volta ao ringue e aplicou outro Pedigree para obter a vitória por pinfall. Como resultado, Helmsley venceu o torneio King of the Ring de 1997. No entanto, ele quebrou sua coroa ao usá-la para acertar Mankind nas costas. Após a luta, Bret Hart lançou um desafio aberto a qualquer equipe com cinco lutadores americanos para enfrentarem ele e a Hart Foundation no In Your House 16: Canadian Stampede.
Em seguida, aconteceu uma luta individual entre os Campeões de Duplas da WWF, Shawn Michaels e Stone Cold Steve Austin, para determinar o capitão da equipe. O árbitro foi derrubado durante a luta. Austin aplicou um Stone Cold Stunner em Michaels. Ele levantou o árbitro e o acertou com outro Stone Cold Stunner. Isso deu tempo para Michaels se recuperar e acertar Austin com um Sweet Chin Music, tentando fazer a contagem para o pinfall. Um segundo árbitro entrou na luta, mas ao invés de contar o pinfall de Michaels, ele foi verificar o primeiro árbitro. Isso irritou Michaels, que atacou o árbitro substituto. O terceiro árbitro, Earl Hebner, entrou e desqualificou ambos, Austin e Michaels, por atacarem os árbitros. Como resultado, a luta terminou com uma desqualificação dupla, mas Michaels e Austin continuaram a brigar entre si.
O evento principal foi entre The Undertaker e Faarooq pelo WWF Championship. Devido a várias interferências da Nation of Domination, Faarooq foi capaz de dominar a luta. No entanto, no final da luta, Crush e Savio Vega começaram a discutir, o que distraiu Faarooq. Faarooq saiu do ringue para investigar. Isso deu tempo para Undertaker recuperar seu ímpeto. Undertaker aplicou um Tombstone Piledriver em Faarooq e fez a contagem para reter o título. Após a luta, Ahmed Johnson entrou correndo e discutiu com Undertaker. A discussão terminou com Johnson aplicando um Pearl River Plunge em Undertaker.

## Após o evento
Após o ataque de Ahmed Johnson a The Undertaker no King of the Ring, Johnson e Undertaker foram escalados para uma luta de duplas contra Faarooq e Kama Mustafa no episódio de 16 de junho do Raw is War. Durante a luta, Johnson traiu Undertaker, permitindo que Kama o pinasse para a vitória. Como resultado, Johnson se tornou um vilão e encerrou sua rivalidade com a Nation of Domination de Faarooq ao se juntar à facção.
Após perder a luta pelo WWF Championship no King of the Ring devido a uma discussão entre seus companheiros de equipe, Crush e Savio Vega, Faarooq os demitiu da Nation of Domination e transformou a facção em um grupo de lutadores negros, levando a uma guerra racial entre gangues, com o branco americano Crush formando os Disciples of Apocalypse (DOA) e o hispânico Vega formando os Los Boricuas. A Nation, DOA e Los Boricuas se enfrentaram ao longo de 1997.
Como resultado da vitória de Hunter Hearst Helmsley sobre Mankind para conquistar o torneio King of the Ring, Mankind e Helmsley tiveram uma rivalidade que durou vários meses. Após encerrar sua rivalidade com Mankind e seu alter ego, Dude Love, Helmsley encontrou sucesso imediato ao formar a facção cômica D-Generation X com Shawn Michaels, Chyna e Rick Rude.

## Resultados
| Nº                                          | Resultados | Estipulações                          | Tempo |
| ------------------------------------------- | --- | ------------------------------------- | ----- |
| Free For All                                | The Headbangers (Mosh e Thrasher) derrotaram Bart Gunn e Jesse James                                                          | Luta de duplas                        | 6:10  |
| 1                                           | Hunter Hearst Helmsley (com Chyna) derrotou Ahmed Johnson                                                                     | Semifinal do King of the Ring         | 7:42  |
| 2                                           | Mankind derrotou Jerry Lawler por submissão                                                                                   | Semifinal do King of the Ring         | 10:24 |
| 3                                           | Goldust (com Marlena) derrotou Crush (com D'Lo Brown e Clarence Mason)                                                        | Luta individual                       | 9:56  |
| 4                                           | The Hart Foundation (Owen Hart, Jim Neidhart e The British Bulldog) derrotaram Sycho Sid e The Legion of Doom (Hawk e Animal) | Luta de trios                         | 13:37 |
| 5                                           | Hunter Hearst Helmsley (com Chyna) derrotou Mankind                                                                           | Final do King of the Ring             | 19:26 |
| 6                                           | Shawn Michaels vs. Stone Cold Steve Austin terminou em dupla desqualificação                                                  | Luta individual                       | 22:29 |
| 7                                           | The Undertaker (c) (com Paul Bearer) derrotou Faarooq (com Savio Vega, D'Lo Brown, Crush e Clarence Mason)                    | Luta individual pelo WWF Championship | 13:44 |
| (c) – Refere-se aos campeões antes da luta. | |                                       |       |

### Chaveamento do torneio
|  | Quartas de final (TV) | Quartas de final (TV)   | Quartas de final (TV)  |         |              | Semifinais (PPV) | Semifinais (PPV) | Semifinais (PPV) |  |  | Final (PPV) | Final (PPV)            | Final (PPV) |
|  |                       |                         |                        |         |              |                  |                  |                  |  |  |             |                        |             |
|  |                       | Ahmed Johnson           | DQ                     |         |              |                  |                  |                  |  |  |             |                        |             |
|  |                       | Hunter Hearst Helmsley  |                        |         |              |                  |                  |                  |  |  |             |                        |             |
|  |                       |                         | Ahmed Johnson          | Pin     |              |                  |                  |                  |  |  |             |                        |             |
|  |                       |                         |                        | Pin     |              |                  |                  |                  |  |  |             |                        |             |
|  |                       |                         | Hunter Hearst Helmsley | 7:18    |              |                  |                  |                  |  |  |             |                        |             |
|  |                       | Hunter Hearst Helmsley1 | Hunter Hearst Helmsley | 7:18    | Pin          |                  |                  |                  |  |  |             |                        |             |
|  |                       | Hunter Hearst Helmsley1 |                        |         | Pin          |                  |                  |                  |  |  |             |                        |             |
|  |                       | Crush                   |                        |         |              |                  |                  |                  |  |  |             |                        |             |
|  |                       |                         |                        |         |              |                  |                  |                  |  |  |             | Hunter Hearst Helmsley | Pin         |
|  |                       |                         |                        | Mankind | 19:24        |                  |                  |                  |  |  |             |                        |             |
|  |                       | Goldust                 | Pin                    |         |              |                  |                  |                  |  |  |             |                        |             |
|  |                       | Jerry Lawler            | 5:19                   |         |              |                  |                  |                  |  |  |             |                        |             |
|  |                       | Jerry Lawler            | 5:19                   |         | Jerry Lawler | Sub              |                  |                  |  |  |             |                        |             |
|  |                       |                         |                        |         | Jerry Lawler | Sub              |                  |                  |  |  |             |                        |             |
|  |                       |                         | Mankind                | 10:22   |              |                  |                  |                  |  |  |             |                        |             |
|  |                       | Mankind                 | Mankind                | 10:22   | Pin          |                  |                  |                  |  |  |             |                        |             |
|  |                       | Mankind                 |                        |         | Pin          |                  |                  |                  |  |  |             |                        |             |
|  |                       | Savio Vega              | 3:01                   |         |              |                  |                  |                  |  |  |             |                        |             |

1. ↑  Hunter Hearst Helmsley recebeu outra oportunidade no torneio por não ter sido devidamente explicado de que podia ser eliminado por desqualificação no combate com Ahmed Johnson; Vader tinha lugar no King of the Ring mas lesionou-se num combate No Holds Barred com Ken Shamrock no In Your House: A Cold Day in Hell a 11 de Maio.[21]